# 電氣化
电气化是用電来提供动力的过程，而多数情况下，电力又是从另一种能源转换来的。
广义上，例如在技术史、经济史和經濟發展中，这个词语可以用于指一个地区或国家、经济体开始提供电力。从广义上讲，电气化是英国、美国和其他发达国家从1880年代中期到1950年左右期间發電和配電系統的建设，在一些发展中国家，该进程仍在农村地区继续进行。它包括制造业从使用蒸汽机和水力的天轴和皮带传动向电动机的转变。
特定经济部门的电气化可称为工厂电气化、家庭电气化、农村电气化、航空电气化或铁路电气化等。它还可以用于指将工业过程（例如煤或焦炭加热的熔炼、熔化、分离或精炼）或化学过程改变为某些类型的电过程（例如電弧爐、电感应或电阻加热或电解）。
电气化被美国国家工程院称为“20世纪最伟大的工程成就”，并且无论在富裕国家还是贫穷国家，电气化都在继续发展。